# 434

434(사백삼십사)는 433보다 크고 435보다 작은 자연수다.

## 수학
- 합성수로, 그 약수는 1, 2, 7, 14, 31, 62, 217, 434다. 진약수의 합은 334이므로, 434는 부족수다.
- 51번째 쐐기수다. 앞의 쐐기수는 430, 다음 쐐기수는 435다.
- 회문수다.
- {\displaystyle 434=61+67+71+73+79+83}
  - 연속하는 소수(素數) 6개의 합으로 나타낼 수 있으며, 이 성질을 지닌 앞의 수는 410, 다음 수는 462이다.
- {\displaystyle 434=11^{2}+12^{2}+13^{2}}
  - 연속하는 세 자연수의 제곱합으로 나타낼 수 있으며, 이 성질을 지닌 앞의 수는 365, 다음 수는 509다.
- {\displaystyle 5^{6}-1}, {\displaystyle 67^{3}-1}은 434로 나누어떨어진다.

## 과학
- NGC 434(영어판): 큰부리새자리 방향에 있는 나선은하.

## 교통

### 철도
- 수도권 전철 4호선 남태령역의 역번호.

### 도로
- 일본 434번 국도(일본어판): 야마구치현 슈난시에서 히로시마현 미요시시까지 이어지는 일본의 국도.
- 현도 제434호선

## 군사
- U-434(영어판, 독일어판): 제2차 세계 대전에 사용된 나치 독일의 군용 잠수함.

## 문화유산
- 대한민국의 보물 제434호: 부산 범어사 대웅전
- 대한민국의 사적 제434호: 부여 능산리 사지

## 기타
- 연도: 434년, 기원전 434년